# 卢卡斯·默滕斯
卢卡斯·默滕斯（德語：Lukas Mertens，1996年3月22日—），德国男子手球运动员。他曾代表德国国家队参加2024年夏季奥林匹克运动会男子手球比赛，获得一枚银牌。